# لیلند (میشیگان)
لیلند (به انگلیسی: Leland) یک منطقهٔ مسکونی در ایالات متحده آمریکا است که در شهرستان لیلانائو واقع شده‌است. لیلند ۲٬۰۳۳ نفر جمعیت دارد و ۱۷۷٫۰۹ متر بالاتر از سطح دریا واقع شده‌است.